# Пранамасана
Пранамасана (praṇāmāsana) — асана в йоге, «поза молящегося». Входит в комплекс Сурья-намаскара — первая и последняя, двенадцатая, асана. Связана с чакрой сердца (Анахата).

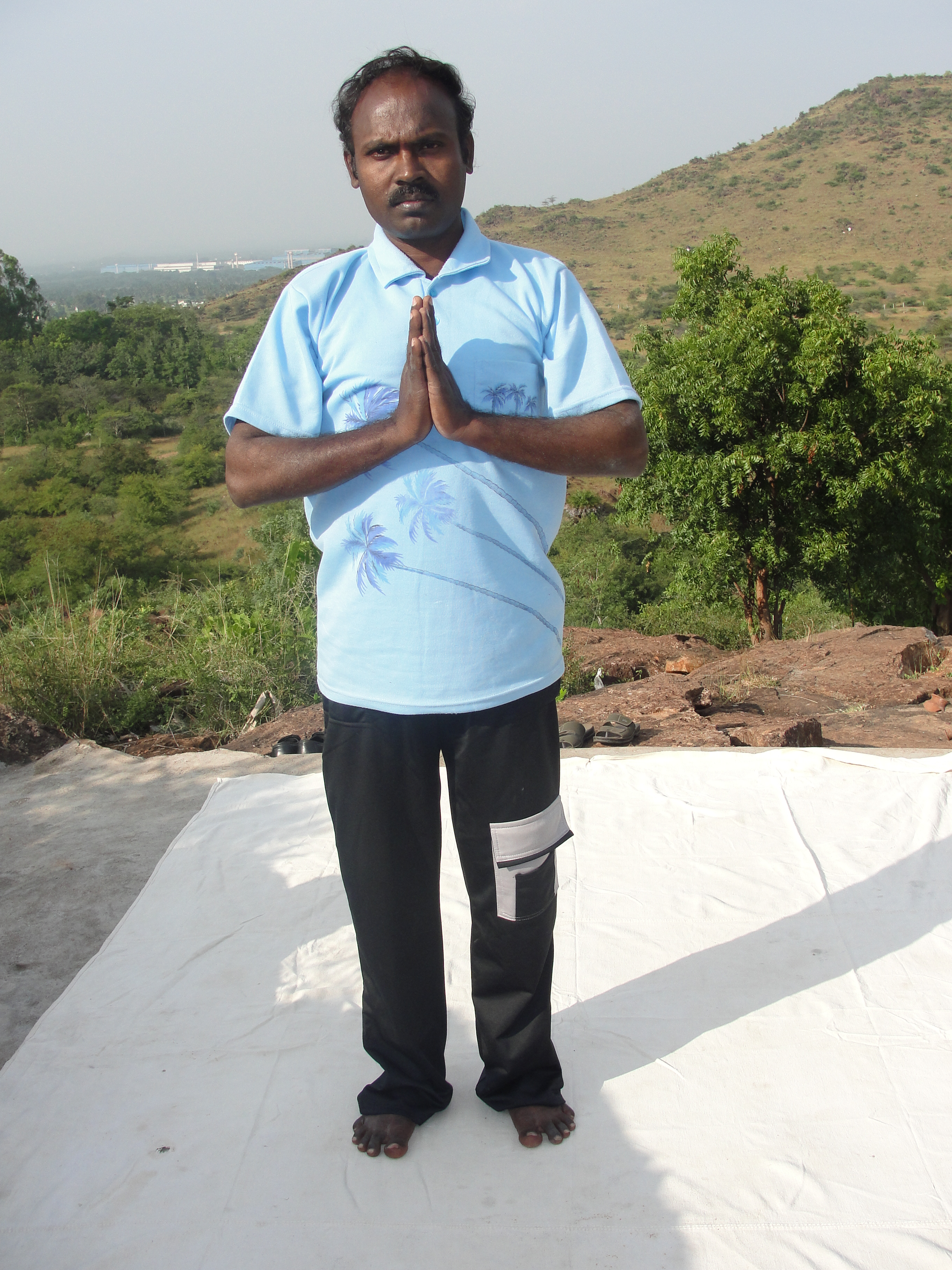

## Название
Происходит от санскритского слова praṇāma (санскр. प्रणाम) + асана.
Слово пранама, в свою очередь, состоит из префикса «пра» (प्र, «вперед, впереди, раньше, очень или очень сильно») и анама (आनम, «сгибание или растяжение»). Таким образов, «пранама» означает «сгибание, наклон вперед» или «сильное сгибание» или «земной поклон». В культурных терминах это означает «уважительное приветствие» или «благоговейный поклон» перед другим, обычно старшими, учителями или кем-то глубоко уважаемым, например божеством.

## Описание
Асана заключается в выполнении полного дыхания в положении стоя (тадасана — основная стоячая поза хатха-йоги, «поза горы»), руки в намасте.
Стопы стоят плотно, так, что пятки и большие пальцы ног соприкасаются. Позвоночник максимально вытянут, голова слегка наклонена вперёд, макушка смотрит строго вверх; плечи отведены назад. Грудь развёрнута. Живот слегка напряжён, а вес тела равномерно распределён по нижней поверхности стоп.
Ладони на уровни груди в положении «намасте» — плотно прижаты друг к другу.